# Brita Stenius-Aarniala
Brita Signe Maria Stenius-Aarniala, född 8 april 1939 i Helsingfors, är en finländsk läkare. 
Stenius-Aarniala blev docent i lungsjukdomar 1969 medicine och kirurgie doktor 1973. Hon är specialist i lungsjukdomar och allergologi samt var 1980–2002 professor i lungsjukdomar vid Helsingfors universitet och biträdande överläkare vid Helsingfors universitetscentralsjukhus. Hon har bedrivit forskning om astma och allergidiagnostik. Hon var 2002–03 ordförande för Finska Läkaresällskapet.